# Isabel de Castro (atriz)
Isabel Maria Bastos Osório de Oliveira, de seu nome artístico Isabel de Castro (Sé, Lisboa, 1 de Agosto de 1931 — Borba, 23 de Novembro de 2005), foi uma actriz portuguesa.

## Biografia
Filha de José Osório de Castro e Oliveira (São Sebastião, Setúbal, 27 de Janeiro de 1900 — Lisboa, 3 de Dezembro de 1964), funcionário da Agência Geral das Colónias, e de sua mulher, a artista lírica Raquel Soares Bastos, natural de Lisboa (freguesia de São Sebastião da Pedreira). Era neta paterna da escritora Ana de Castro Osório e irmã do escritor João Osório de Castro.
A sua estreia ocorreu no cinema com 14 anos, no filme Ladrão, Precisa-se! em 1946, de Jorge Brum do Canto.
No início da sua carreira participou em vários filmes espanhóis.
Ao longo da sua carreira participou em cerca de 50 filmes, tendo a sua carreira evoluído também no teatro e na televisão. Estas participações renderam-lhe vários prémios e galardões. Um dos seus papéis mais notáveis foi no filme "Viagem ao Princípio do Mundo" de Manoel de Oliveira, onde interpreta uma idosa camponesa.
A 25 de agosto de 1948, casou primeira vez civilmente, em Lisboa, com o ator Óscar Acúrcio da Silva Pereira (Mercês, Lisboa, 7 de Agosto de 1916 — Lisboa, 12 de Junho de 1990), filho do jornalista Joaquim Acúrcio do Carmo Pereira e de Maria Silva Pereira, doméstica, ambos naturais de Lisboa (ele da freguesia de Santiago e ela da freguesia do Socorro). Não tiveram geração e divorciaram-se litigiosamente por sentença de 17 de janeiro de 1954.
Casou segunda vez com Miguel Luke.
Isabel de Castro faleceu em 23 de novembro de 2005, aos 74 anos, de doença prolongada.

## Filmografia
A sua filmografia é composta por:

### Longas-metragens
- Ladrão, Precisa-se!... (1946), de Jorge Brum do Canto
- Viela, Rua Sem Sol (1947), de Ladislao Vajda
- Barrio (1947), de Ladislao Vajda
- Amanhã como Hoje (1948), de Mariano Pombo
- ¡Fuego!  (1949), de Arthur Duarte e Alfredo Echegaray
- Heróis do Mar (1949), de Fernando Garcia
- Brigada Criminal (1950), de Ignacio F. Iquino
- Bajo el Cielo de Asturias (1951), de Gonzalo Delgrás
- Dulce Nombre (1952), de Enrique Gómez
- Almas en Peligro (1952), de Antonio Santillán
- El Sistema Pelegrín (1952), de Ignacio F. Iquino
- Persecución en Madrid (1952), de Enrique Gómez
- Mercado Prohibido (1952), de Javier Setó
- La Danza del Corazón (1953), de Raúl Alfonso e Ignacio F. Iquino
- La Montaña sin Ley (1953), de Miguel Lluch
- Bronce y Luna (1953), de Javier Setó
- Hay un Camino a la Derecha (1953), de Francisco Rovira Beleta
- La Hija del Mar (1953), de Antonio Momplet
- El Presidio (1954), de Antonio Santillán
- El Cerco (1955), de Miguel Iglesias
- El Golfo que vio una Estrella (1955), de Ignacio F. Iquino
- O Dinheiro dos Pobres (1956), de Artur Semedo
- As Pupilas do Senhor Reitor (1961), de Perdigão Queiroga
- Sexta-Feira, 13 (1962) de Pedro Lazaga
- O Destino Marca a Hora (1970), de Henrique Campos

- Lerpar (1975), de Luís Couto
- Brandos Costumes (1975), de Alberto Seixas Santos
- O Rei das Berlengas (1978), de Artur Semedo

- Passagem ou a Meio Caminho (1980), de Jorge Silva Melo
- Tiaga (1981), de Noémia Delgado - tele-filme
- Francisca (1981), de Manoel de Oliveira
- Conversa Acabada (1982), de João Botelho
- Sem Sombra de Pecado (1983), de José Fonseca e Costa
- Jogo de Mão (1984), de Monique Rutler

- Mourir un peu (1985), de Saguenail
- Um Adeus Português (1985), de João Botelho
- O Desejado ou As Montanhas da Lua (1987), de Paulo Rocha
- Mensagem (1988), de Luís Vidal Lopes
- Tempos Difíceis (1988), de João Botelho
- Três Menos Eu (1988), de João Canijo
- Uma Pedra no Bolso (1988), de Joaquim Pinto
- A Sétima Letra (1989), de José Dias de Souza e Simão Dos Reis
- O Sangue (1990), de Pedro Costa
- Swing Troubadour (1991), de Bruno Bayen
- Retrato de uma Família Portuguesa (1991), de Artur Ramos - tele-filme
- Vertigem (1992), de Leandro Ferreira
- Xavier (1992), de Manuel Mozos
- Aqui na Terra (1993), de João Botelho
- Chá Forte com Limão (1993), de António de Macedo
- O Miradouro da Lua (1993), de Jorge António
- Vale Abraão (1993), de Manoel de Oliveira
- Sombras en una Batalla (1993), de Mario Camus
- Het Schaduwrijk (1993), de Kees Hin
- Det bli'r i Familien (1993), de Susanne Bier
- Três Palmeiras (1994), de João Botelho
- Fado Majeur et Mineur (1994), de Raoul Ruiz
- Casa de Lava (1995), de Pedro Costa
- La Leyenda de Balthasar el Castrado (1996), de Juan Miñón
- Viagem ao Princípio do Mundo (1997), de Manoel de Oliveira
- Tráfico (1998), de João Botelho

- A Sombra de Cain (1999), de Paco Lucio Ramos
- Glória (1999), de Manuela Viegas
- Ilhéu de Contenda (1999), de Leão Lopes
- O Anjo da Guarda (1999), de Margarida Gil
- ... Quando Troveja (1999), de Manuel Mozos

- O Fato Completo ou À Procura de Alberto (2001), de Inês de Medeiros
- Aparelho Voador a Baixa Altitude (2002), de Solveig Nordlund
- Sem Ela... (2003), de Anna da Palma
- Nós (2003), de Cláudia Tomaz

### Curtas-metragens
- A Lição de Inglês (1990), de Vítor Silva
- Desvio (1996), de Jorge Cramez e Paulo Belém
- A Testemunha (1998), de Fátima Ribeiro
- Uma Voz na Noite (1998), de Solveig Nordlund
- Senhor Jerónimo (1998), de Inês de Medeiros
- El Equipaje abierto (1999), de Javier Rebollo
- Vida Breve em Três Fotografias (1999), de Fátima Ribeiro
- A Dupla Viagem (2000), de Teresa Garcia
- O Fato (2000), de Inês de Medeiros
- Henrique (2001), de Jorge Sá
- Desvio 45 (2002), de António Borges Correia
- A Casa Esquecida (2004), de Teresa Garcia

## Televisão
- O Morgado de Fafe em Lisboa (1957), de Ruy Ferrão - tele-filme
- O Grande Teatro do Mundo (1959), de Artur Ramos - tele-filme
- A Proibição (1959), de Ruy Ferrão - tele-filme
- A Chave do Mistério (1959), de Marcello de Morais - tele-filme
- Os Dois Barcos (1959), de Pedro Martins - tele-filme
- A Terceira História (1960), de Fernando Frazão - tele-filme
- O Cão do Jardineiro (1960), de Artur Ramos - tele-filme
- Tanto Barulho por Nada (1960), de Bessa de Carvalho - tele-filme
- Não Chove em Vilar de Pedra (1961), de Fernando Frazão - tele-filme
- Três Histórias Perigosas (1961), de Pedro Martins - tele-filme
- Água Fresca e Cravos de Papel (1961), de Pedro Martins - tele-filme
- A Porta de Ouro (1961), de Fernando Frazão - tele-filme
- Fuenteovejuna (1975), de Victor Manuel
- Nome de Jogo (1978), de Cecília Netto - tele-filme
- Música para Si (1979), de Solveig Nordlund
- E não se pode Exterminá-lo? (1979), de Solveig Nordlund e Jorge Silva Melo - tele-filme*Mátria (1984), de Dórdio Guimarães - tele-filme
- Amparo de Mãe (1988), de Ricardo Nogueira - tele-filme
- Esta Noite sonhei com Brueghel (1989), de Artur Ramos - tele-filme
- Cenas da Vida de Benilde (1990), de Jorge Listopad - tele-filme
- Procura-se (1992)
- Desencontros (1995)
- A Grande Aposta (1997)
- Amo-te Teresa (2000), de Cristina Boavida e Ricardo Espírito Santo - tele-filme

Participou em séries de televisão como Duarte & C.a, Alentejo Sem Lei, A Raia dos Medos, Alves dos Reis na RTP.
A sua última participação ocorreu na telenovela Anjo Selvagem da TVI.

## ligações externas
- Isabel de Castro. no IMDb.